# Кортни Барнет
Кортни Мелба Барнет (енгл. Courtney Barnett; Сиднеј, 3. новембар 1987) аустралијска је певачица и текстописац. Позната је по својим духовитим текстовима, а пажњу шире јавности привукла је објављивањем ЕП-а I've Got a Friend Called Emily Ferris. Објавила је три студијска албума, укључујући албум Lotta Sea Lice у сарадњи са Куртом Вилом, као и три ЕП издања. Вишеструко је награђивана за рад на пољу музике.

## Биографија
Рођена је 3. новембра 1987. године у Сиднеју. Њена мајка била је балерина, а када је Кортни имала шестанест година, заједно са породицом преселила се у Хобарт. Након завршетка средње школе похађала је Тасманијски универзитет. У младости пратила је рад америчких бендова, а након тога заинтересовала се за музику аустралијских кантаутора Дрен Ханлон и Паула Келија, који су је инспирисали да почне са писањем песама. Пре него што је кренула да се бави музиком радила је као достављач пица.
Кортни је била у вези са музичарком Џен Клохер, у периоду од 2012. до 2018. године. Песму Numbers написале су Кортни и Џен и она говори о њиховој вези, као и песма Pickles from the Jar. Кортни је свирала гитару у Џенином бенду током њихове везе и истакла да је она имала велики утицај на њену музику.

## Каријера
У периоду од 2010. до 2011. године, Кортни је свирала гитару у гаражном гранџ бенду Rapid Transit. Они су објавили истоимени албума на аудио касети. Барнет је такође снимила ране верзије својих песама са бендом Courtney Barnett and the Olivettes. Бенд је објавио уживо ЕП на компакт диск формату у само 100 примерака. У периоду од 2011. до 2013. године, Кортни је била чланица аустралијског бенда Immigrant Union, који су основали Брент ДеБоер и Боб Харов. Поред тога што је била вокалисткиња, Кортни је свирала гитару на другом студијском албуму бенда под називом Anyway. ДеБоер је такође свирао бубњеве на првом ЕП-у Кортнијеве, Barnett's first EP, I've Got a Friend called Emily Ferris, који је објављен на 2012. године за њену издавачку кућу Milk! Records.
Кортни је 2013. године свирала гитару на трећем студијском албуму Џене Клохер, под називом In Blood Memory, а објављен је за Milk! Records. Након објављивања своог првог ЕП-а, потписала је уговор са издавачком кућом Marathon Artists. Дана 2. септембра 2013. године, Кортни је објавила ЕП под називом How to Carve a Carrot into a Rose на компакт диск издању и за дигитлано преузмање. Трећи ЕП под називом The Double EP: A Sea of Split Peas Кортни је објавила 15. октобра 2013. године на грамофонској плочи, компакт диску и за дигитално преузимање.
Дана 30. јануара 2015. године, Кортни је објавила детаље у вези њеног албума, који је снимљен у априлу 2014. године с Бурке Реидом, а на њему су се нашли синглови Pedestrian at Best и Depreston. Први студијски албум Барнетове под називом Sometimes I Sit and Think, and Sometimes I Just Sit објављен је 15. марта 2015. године под окриљем издавачких кућа Marathon Artists, House Anxiety, Milk! Records и Mom + Pop Music. На албуму се налази дванаест песама. Албум је у Сједињеним Државама објављен 23. марта 2015. године, након чега је Кортни имала музичку турнеју у Европи, Америци и Аустралији.
Године 2017. Кортни и Курт Вил снимили су заједнички албум под називом Lotta Sea Lice, а он је објављен за издавачке куће Matador Records, Marathon Artists и Milk! Records, 13. октобра 2017. године. Албум је сниман у периоду од 4. јануара 2016. до 8. марта 2017. године, а на њему се налази девет песама. Водећи албумски сингл Over Everything објављен је 30. августа 2017. године, а за њега је урађен и музички спот. Други сингл са албума, под називом Continental Breakfast објављен је 26. септембра 2017. године. У јуну 2017. године Вил и Кортни су најавили турнеју по Северној Америци, на којој су им се придружили Џанет Вејс, Роб Лаксо, Кејти Харкин и многи други музичари.
Кортни је током фебруара објавила синглове Nameless Faceless, Need A Little Time, City Looks Pretty и Sunday Roast. Сви они нашли су се на њеном другом студијском албуму под називом Tell Me How You Really Feel. Албум је снимљен у јулу 2017. године, а објављен 18. маја 2018. године. На АРИА додели музичких награда за 2018. годину, а албум је победио у категорији „Најбољи рок албум у Аустралији”. Песма са албума под називом City Looks Pretty била је саундтрек нумера за видео игрицу FIFA 19.
Кортни је 2019. године требала да наступи на фестивалу Вудсток 50, који је из непознатих разлога отказан.

## Дискографија

### Студијски албуми
- Sometimes I Sit and Think, and Sometimes I Just Sit (2015)
- Lotta Sea Lice (Заједно са Куртом Вилом) (2017)
- Tell Me How You Really Feel (2018)

### ЕП-ови
- (2012)
- (2013)
- (2013)